# いしかわえみ
いしかわ えみ（1985年7月26日 - ）は、日本の漫画家。埼玉県熊谷市出身。血液型AB型。

## 略歴
- 小学生の頃から漫画家になりたいと思っており、16歳で本格的にプロ漫画家を志す。高校2年生の時に初投稿してりぼん努力賞を受賞した[3]。
- 2005年 - 第56回りぼん新人漫画賞佳作を受賞した『ライオンハート』でデビュー[1][2]。
- 2008年 - 『りぼん』（集英社）10月号より『絶叫学級』を連載開始。
- 2013年 - 『絶叫学級』が川口春奈主演で実写映画化。
- 2014年 - 『絶叫学級』で第59回小学館漫画賞（児童向け部門）を受賞した[1]。
- 2015年 - 『りぼん』3月号にて『絶叫学級』を連載終了[4]。『りぼん』7月号より『絶叫学級』の新シリーズ『絶叫学級 転生』を連載開始[5]。
- 2018年 - 『デジタルマーガレット』6月15日より『食べて描いて寝て産んで』（エッセイ漫画）連載開始[6]。
- 2020年 - 『食べて描いて寝て産んで』5月22日にて連載終了[7]。

## 作品リスト
特記した作品以外、全て集英社、りぼんマスコットコミックスから刊行されている。

### 単行本
- 自殺ヘルパー（2008年9月12日発売[8]、原作：吉成郁子、ISBN 978-4-08-856841-6）
  - 自殺ヘルパー（『りぼんスペシャル』2007年秋の大増刊号、2008年お正月大増刊号、2008年春の大増刊号、2008年夏休み大増刊号）
  - 番外編 美紅の毎朝
  - いしかわえみを紹介するページ
  - エッセイまんが 吉成さんとの思い出
  - 原稿中の思い出
  - 私の担当さんは…
- 絶叫学級（2008年 - 2015年、全20巻）
- ライアー 〜嘘の箱庭〜（2012年5月15日発売[9]、ISBN 978-4-08-867201-4）
  - ライアー 〜嘘の箱庭〜
  - コドモノ森
  - ライアー 〜嘘の箱庭〜 番外編「キミと永遠に」
  - ライアー 4コマ劇場
  - コドモノ森 番外編「オトナノコドモ」
  - コドモノ森 番外編「弁当日和」
- うしろの光子（ひかるこ）ちゃん（2014年 - 2015年、全2巻）
  1. 2015年3月13日発売[10]、『りぼんスペシャル』2014年1月冬の大増刊号、2014年6月虹いろ大増刊号、2015年1月冬の大増刊号、ISBN 978-4-08-867363-9
    - 怨霊事務室 資料室（描きおろし）

  2. 2015年7月24日発売[11]、『りぼん』2015年4月号[12] - 7月号[5]、ISBN 978-4-08-867378-3
    - うしろの光子（ひかるこ）ちゃん 特別編（『りぼんスペシャル キャンディ』2015年4月春の大増刊号、『りぼんスペシャル バニラ』2015年8月夏の大増刊号）
- 絶叫学級 転生（『りぼん』2015年7月号[5] - 連載中、既刊24巻）
- tomorrow to you（2018年4月25日発売[13][14]、『りぼんスペシャル』2016年1月冬の大増刊号[15]、『りぼんスペシャル バニラ』2016年8月夏の大増刊号[16]、『りぼん』2018年2月号[17]、ISBN 978-4-08-867499-5、全1巻）
  - tomorrow to you 短編（描きおろし）
- 食べて描いて寝て産んで[18]（『デジタルマーガレット』2018年6月15日配信[6] - 2020年5月22日配信[7]、マーガレットコミックスDIGITAL、全4巻）
  1. 2020年8月25日発売[19]
  2. 2020年8月25日発売[20]
  3. 2020年8月25日発売[21]
  4. 2020年8月25日発売[22]

### 文庫本
- いしかわえみ 『絶叫学級 心も凍る!絶叫セレクション』 〈集英社文庫〉、既刊1巻
  1. 2017年1月18日発売[23]、ISBN 978-4-08-619656-7
    - 優しいママの家（『りぼんスペシャル』2008年11月秋の大増刊号）
    - 黒猫サーヤ（『りぼんスペシャル』2010年1月冬の大増刊号）
    - ピンポン女（『りぼん』2012年5月号）
    - 勇気アプリ（『Cookie』2012年9月号別冊ふろく『Cookie Horror Show』）
    - 雪女（『りぼんスペシャル』2013年1月冬の大増刊号）
    - 黄泉がえる街（『りぼん』2015年2月号 - 3月号）
    - 文庫版あとがき（描きおろし）

### 単行本未収録作品
- ライオンハート（『りぼんオリジナル』2005年8月号、デビュー作）
- 銀ちゃんと一緒（『りぼん』2005年夏休みびっくり大増刊号）
- きまぐれショコラ（『りぼん』2006年2月号）
- 抹茶でチャチャチャ♪（『りぼん』2006年夏休み超びっくり大増刊号）
- 青の約束（『りぼん』2007年3月号）
- 消失の放課後[24]（原作：いしかわえみ、作画：村田真優、『りぼん』2013年9月号）
- 茂木さんちのモテ事情（『りぼんスペシャル』2016年4月春の大増刊号[25][26]、『りぼん』2016年7月号[27]）
- スターティングスタディ[28]（『りぼんスペシャルミント』2018年9月夏の大増刊号）
- スターティングスタディ リスタート[29]（『りぼんスペシャル』2019年1月冬の大増刊号）
- 絶叫学級 転生 課外授業「山姥」（『りぼん』2021年7月号別冊ふろく『怖いりぼん』）
- ●●家族[30][31][32][33]（『最強ジャンプ』2022年5月号）
- 絶叫学級 転生 課外授業「私は白雪姫」（『りぼん』2022年7月号別冊ふろく『怖いりぼん』）
- Poppy Playtime: Forever〜忍びよる足音〜（『りぼん』2024年8月号[34]）
- 都市伝説解体センター Parallel File（原作：『都市伝説解体センター』（墓場文庫）、協力：集英社ゲームズ、『りぼん』2025年5月号[35] - ）

## 関連人物
- こきち - アシスタント。[要出典]
- 春田なな[36] - アシスタント経験先。